# 제단
제단(祭壇, 영어: Altar)은 제사를 올리던 단을 말한다. 여러 종교에서 제물을 바치거나 종교 행사를 펼치는 장소로 사용된다.

## 기독교

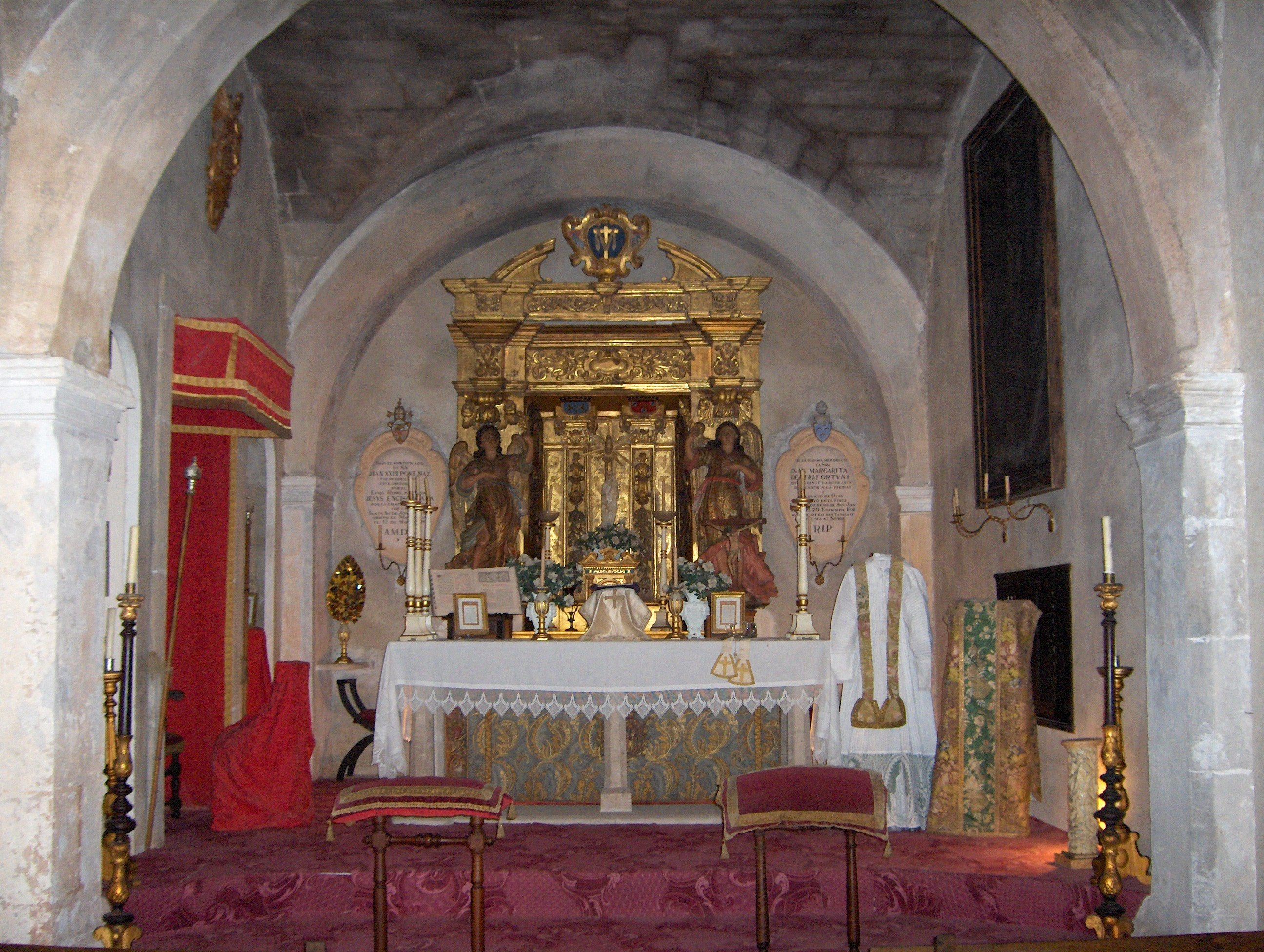
제대

로마 가톨릭교회나 성공회 등에서는 제단을 제대라고 부르는데, 사제나 주교가 성체성사를 집전하는 탁자를 말한다. 제대라는 말을 쓰는 이유는 성공회와 가톨릭에서 성체성사를 그리스도의 성체와 보혈을 모시는 성찬의 제사 또는 그리스도의 죽음을 기념하는 희생제사로 보기 때문이다. 그래서 사제가 미사나 감사성찬례 집전시 입는 예복도 제의(祭衣)라고 한다.

## 힌두교
힌두교에서는 야즈나라는 번제 형식의 의례를 치르는데, 이때 쓰이는 제단을 베디라고 부른다.

## 한국
마니산 참성단과 태백산 참성대 등은 단군에게 제사를 지내던 제단이다.

## 같이 보기
- 대한성공회 강화성당 제대 및 세례대 - 등록문화재 제705호